# Gornji Lapac
Gornji Lapac falu Horvátországban, Lika-Zengg megyében. Közigazgatásilag Donji Lapachoz tartozik.

## Fekvése
Korenicától légvonalban 34 km-re, közúton 44 km-re délkeletre, községközpontjától légvonalban 5 km-re, közúton 7 km-re délkeletre, Lika keleti részén, a Plješivica-hegység lábánál fekvő Lapaci-mezőn, a bosnyák határ közelében fekszik.

## Története
A középkorban területe a Korbávia részét képező ősi lapaci zsupánság része, majd 1449-ben a Frangepánok uralma alá került. Lapac ősi vára a mai településtől északra, a Lapaci mező fölé emelkedő 666 méter magas Obljaj-hegyen állt. 1527-ben amikor Likával együtt Lapac is török kézre került, horvát lakossága elmenekült. A török uralom idején a klisszai szandzsák egyik náhijéjénak (Boričevac) a területéhez tartozott. A 16. század közepén az Oszmám Birodalom már régebben megszállt területeiről előbb pravoszláv vallású vlachok, majd szerbek és muzulmánok érkeztek az elűzött lakosság helyére. A muzulmánok főként az erődített települések közelében telepedtek le, ahol földműveléssel, kézművességgel és kereskedelemmel foglalkoztak, míg a vlachok a települések közötti tágasabb területre települtek, hogy hagyományos megélhetésüket az állattartást folytathassák, háború idején pedig martalócokként szolgáltak. 1689-ben Lika területéről kiűzték a törököt, de Lapac még egészen 1791-ig török kézen maradt. Ekkor az osztrák katonai határőrvidék része lett. A stratégiailag fontos övezetben azután újabb lakosságcsere ment végbe. A korábban nagy arányú muzulmán lakosság az Una túloldalára, a petrovaci és a bjelaji mezőre, a krupai, a bihácsi és a cazini járásokba menekült és velük ment némi szerb lakosság is. A maradék szerbek a korábban is művelt földjeiken maradtak és a határőrvidék katonai hatóságainak szolgálatába szegődtek. Az üresen maradt területekre a mezőgazdaságból élő falvakból, főként Lika közelebbi részeiről hoztak új lakosságot. Így Lapac vidékére a korábbi szerb lakosság mellé újabb szerbek és horvátok települtek, akik kezdetben még nagyobb számban voltak. A szerbek Donji és Gornji Lapac, Oraovac és Dnopolje, azután Kruge és Nebljusi falvakba, a horvátok főként Boričevacra, kisebb számban Lapacra és Oraovacra települtek be. 1800-ban a katonai közigazgatás megszervezése során a területet a Likai ezredhez csatolták. Az 1809-es török támadás megsemmisítette Donji- és Gornji Lapac, valamint Boričevac és Oraovac településeket. Az újjáépítés gyors ütemben zajlott. 1857-ben Gornji Lapacnak, amelyet "Popratni Lapac" néven is neveztek 53 háza és 730 lakosa volt, közülük 488 görögkeleti és 242 római katolikus vallású. A római katolikusok a boričevaci Szűz Mária plébániához, a görögkeletiek dobroseloi Szent Péter és Pál parókiához tartoztak. A katonai közigazgatás megszűnte (1873) után 1886-tól Lika-Korbava vármegye Donji Lapaci járásához tartozott. 1910-ben 385 lakosa volt, melynek közel fele horvát nemzetiségű. A trianoni békeszerződést követően előbb a Szerb-Horvát-Szlovén Királyság, majd Jugoszlávia része lett. A II. világháború során a település egész horvát lakosságát elüldözték, házaikat felgyújtották. 1991-ben lakosságának 92 százaléka szerb nemzetiségű volt. A falunak 2011-ben 57 lakosa volt.

## Lakosság
| Lakosság változása | Lakosság változása | Lakosság változása | Lakosság változása | Lakosság változása | Lakosság változása | Lakosság változása | Lakosság változása | Lakosság változása | Lakosság változása | Lakosság változása | Lakosság változása | Lakosság változása | Lakosság változása | Lakosság változása | Lakosság változása |
| ------------------ | ------------------ | ------------------ | ------------------ | ------------------ | ------------------ | ------------------ | ------------------ | ------------------ | ------------------ | ------------------ | ------------------ | ------------------ | ------------------ | ------------------ | ------------------ |
| 1857               | 1869               | 1880               | 1890               | 1900               | 1910               | 1921               | 1931               | 1948               | 1953               | 1961               | 1971               | 1981               | 1991               | 2001               | 2011               |
| 730                | 858                | 791                | 567                | 529                | 385                | 348                | 429                | 97                 | 112                | 143                | 99                 | 187                | 194                | 32                 | 57                 |